# Cell (微處理器)
Cell微處理器架構（Cell Broadband Engine Architecture，通常簡稱Cell BE或CBEA）由索尼、索尼電腦娛樂、东芝、國際商業機器（IBM）公司联合开发。它是以RISC指令体系的Power架构为基础来设计的，并具有高時脈頻率、高执行效率等特点。主要应用于PlayStation 3和刀鋒服务器之上。而CELL處理器的第二代版本，提高了双精度浮点运算性能。以往的CELL處理器，双精度的性能只有單精度的十分之一。而新的CELL處理器，可以使到双精度性能有五倍的提升。

## 發展歷史

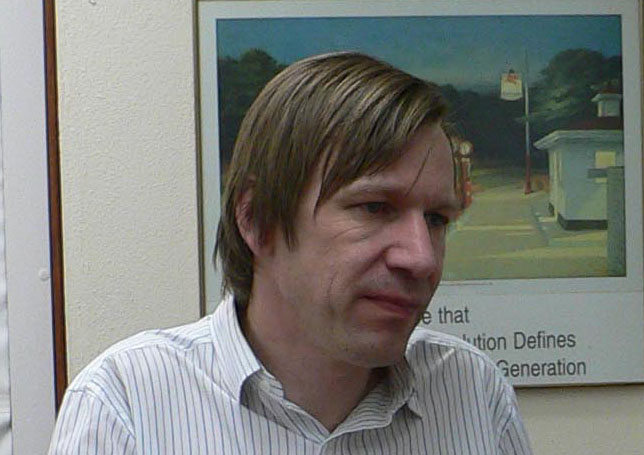
Peter Hofstee, Cell微處理器的主要架構設計師之一。

在2000年年中，索尼電腦娛樂，東芝公司和IBM結成一個被稱為「STI」的聯盟，用以設計和製造的處理器。
STI設計中心於2001年3月開業。Cell使用POWER4處理器的設計工具的增強版本，其設計期間為期四年。有三家公司超過400名的工程師一起在奧斯汀工作，並有11個IBM設計中心的重要支援。在此期間，IBM提出了Cell架構，製造工藝和軟體環境有關的多項專利。早期專利版本的Broadband Engine被證實是一個晶片封裝，包括“處理單元（Processing Elements）”，這是該專利的描述，是目前已知的Power Processing Element（PPE）。目前在Broadband Engine晶片上，每個“處理單元”包含8個加速處理單元，而它被簡稱為SPE。
2007年3月，IBM將Cell微處理器由第一代產品的90奈米製程推進到65奈米製程，由位於美國紐約州 East Fishkill 的12吋晶圓廠展開65奈米製程Cell微處理器的生產。製程推進到65奈米之後，Cell的晶片面積與耗電量將可進一步壓低，有利於數位家電等相關應用的發展。
2008年2月，IBM宣布該公司將開始製造的45奈米制程的Cell處理器。2009年8月，輕薄版PlayStation 3－PS3 Slim同時採用45奈米Cell處理器。
2008年5月，IBM推出了高效能的的雙精度浮點版本的Cell處理器，以65奈米為主要尺寸的PowerXCell 8i。
2008年5月，以一個Opteron處理器和PowerXCell 8i為基礎的超級電腦，IBM走鵑系統，成為世界上第一個達成PetaFLOPS的系統，它當時是世界上最快的電腦，而此紀錄一直維持到2009年第3季。
2009年，IBM于SC09高性能计算会议上宣布，放弃基于Cell架构处理器的开发，Cell架构及设计理念将融合到IBM的其他处理器产品中。該公司原計劃開發 PowerXCell-8i 處理器的後續產品，內含雙PowerPC處理器核心，並設置了32個 SPE 單元的下一代Cell處理器將已被取消。

## 概要
- Cell包含9个核心：1个64位的PPE（英语：Power Processing Element）控制核心和8个完全一样的SPE运算核心。
- 拥有2亿5千万个晶体管（DD2量产版）。核心面积为235平方毫米，采用IBM的SOI 90纳米铜互连工艺制造，在此之后采用65纳米工艺制造。
- 首批工程样品工作频率为4.06 GHz，工作电压1.1伏特；此后有4.6 GHz。
- 每秒可进行2560亿次浮点计算（256 GFlops）。
- 支持网格运算，具备灵活的并行、分布式的计算结构。

2005年8月25日，IBM、SONY、SCEI與東芝等 4 家公司正式公開「Cell」，該次所公布的規格資料參考文件，共分為 5 份，包括 1 份說明 Cell 基於分散式處理與多媒體應用所定義的整體架構，另外 4 份則是關於 Cell 獨立浮點數運算單元 SPU 的指令集架構，低階組合語言，高階 C/C++ 程式語言擴充規格，以及應用程式二進位介面（Application Binary Interface）的規格書與說明文件。
Cell結合了通用的Power Architecture內核，適中的性能與流線型的協處理器，大大加快多媒體和向量處理的應用程序，以及許多其他形式的專用計算。

### 處理器架構
PPE 可以作为資源管理使用，SPE 可以作为数据处理器使用。PPE 上的程序可以将任务分解到 SPE 上完成，然后相互传输数据。SPE 缺少一般处理器中的大部分通用特性，它们根本不能执行常见的操作系统任务，没有虚拟内存的支持，不能直接访问计算机的RAM，中断支持也非常有限。将 SPE、PPE 和主存控制器连接在一起的是一个名为 Element Interconnect Bus 的总线，这是数据传输的主要通道。

#### PPE
Power Processor Element（簡稱為PPE）：PPE 包含一個64位元雙執行緒PowerPC結構的RISC內核，並支援PowerPC的虛擬記憶體子系統。它具有32KB的 L1 指令快取，以及一個32 KB 資料快取，以及512 KB L2的共用快取。Cell中的PPE包含VMX指令集（Vector Multimedia eXtensions：AltiVec技術）。

#### SPE
Synergistic Processing Elements，简称SPE。每个 SPE 包括：
- 一个向量处理器，称为 Synergistic Processing Unit，或 SPU
- SPU 中的一个私有内存区域，称为本地存储（PS3 上这个区域的大小是 256K）
- 用来联系外部世界的一组通信通道
- 一组 128 个寄存器，每个 128 位宽（每个寄存器通常都可以用来同时保存 4 个 32 位的值）
- 一个記憶體流控制器（MFC），它负责管理 SPU 的本地存储和主存之间的 DMA 传输

#### EIB
Element Interconnect Bus（簡稱 EIB）：透過該匯流排，每個DMA控制器取得與SPE相關的指令和資料。DMA控制器也將結果送到通用匯流排，使其可輸出到晶片外，以傳送給晶片上的週邊設備或PPE快取記憶體。PPE可意識到SPE所傳輸的資料，但SPE則完全不知道毗鄰的任何流量；這將保持SPE的簡易性，並限制在其執行時的中斷或不必要的影響，如果SPE需要知道外部資料的變化，其各自的DMA控制器便負責擷取資訊。

#### 記憶體與I/O控制器
Cell BE内置2.5兆字节内存，通过Rambus的XDR和FlexIO技术，每秒可与外部内存交换100吉字节Gbytes的数据。XDR記憶體控制器介面(XIO)為72位元寬，可以在3.2Gbps資料速率下運作并提供25.6GB/s的總記憶體頻寬。

### PowerXCell 8i
2008年，IBM公佈了經修訂的變種Cell，它被稱作PowerXCell 8i，並從IBM的刀鋒伺服器QS22開始採用。花費超過一億美元的 走鵑 是世界第一台 Linpack 達成 1 petaflops 的超級電腦，採用雙核 AMD Opteron 加上PowerXCell 8i 處理器混合為一個節點的設計，走鵑共有6563顆雙核的 AMD Opteron，以及12240顆IBM PowerXCell 8i。國際超級電腦大會發布的綠色超級電腦500大（Green500）名單，IBM的PowerXCell 8i獨占前3名及5至7名，該排名以平均每瓦電力每秒所提供的浮點運算能力(MFLOPS/W)為基準。除了QS22和超級電腦，PowerXCell也被做成一張PCI-E介面的加速處理器，並在QPACE專案作為核心處理器。

## 商業化

### PS3
STI 將 Cell 應用於高畫質數位影音家電、遊樂器、電腦繪圖、科學運算等領域，其中以 SCE 所推出的 PS3 主機為相關應用中最受矚目、規模也最為龐大的產品。第一代的 Cell 微處理器將具備1個 PPE 微處理器核心，與8個 SPE 協同處理器（保留1個 SPE 作為備援，實際可用的 SPE 為7個），由 2.5 億電晶體所構成，PS3 則採用時脈 3.2GHz 的版本。

### SpursEngine
东芝推出基於CELL的輔助處理器，名為SpursEngine。這與真正的CELL處理器不同，它只有1個PPE和4個SPE核心，但額外增加了MPEG-2和H.264的硬件编解码器。它可以用來加速图片和視頻播放（包括MPEG-2和H.264），並有自己的XDR記憶體。接口方面，可以採用PCI-E x1或者x4。东芝的平板电视都會採用相關的處理器，将标清分辨率插值至1080p。並同時進行細節修補，改善色彩，边缘锐利化等工作。麗台已推出採用SpursEngine晶片的加速卡，用作協助電腦作影像編輯。

### 家用電視
東芝公司推出Cell TV，它能把2D畫面轉換成3D。Cell T還可升級數位視訊，甚至補強畫素，強化低品質的串流，並測知房間的燈光，調整螢幕的顯示品質。Cell TV尚有內建攝影機、麥克風與軟體，可以撥打網路視訊電話。这是东芝以Cell为核心开发的首款产品，重点显然是将电视机作为一个范例，用来说明硬件和软件工程师能够合力开发出什么样的产品。例如：利用Cell电视机的连网功能建立一种商业模式，这款电视机显然可以成为一大批付费服务的载体。